# Palazzo Comunale (Forlì)

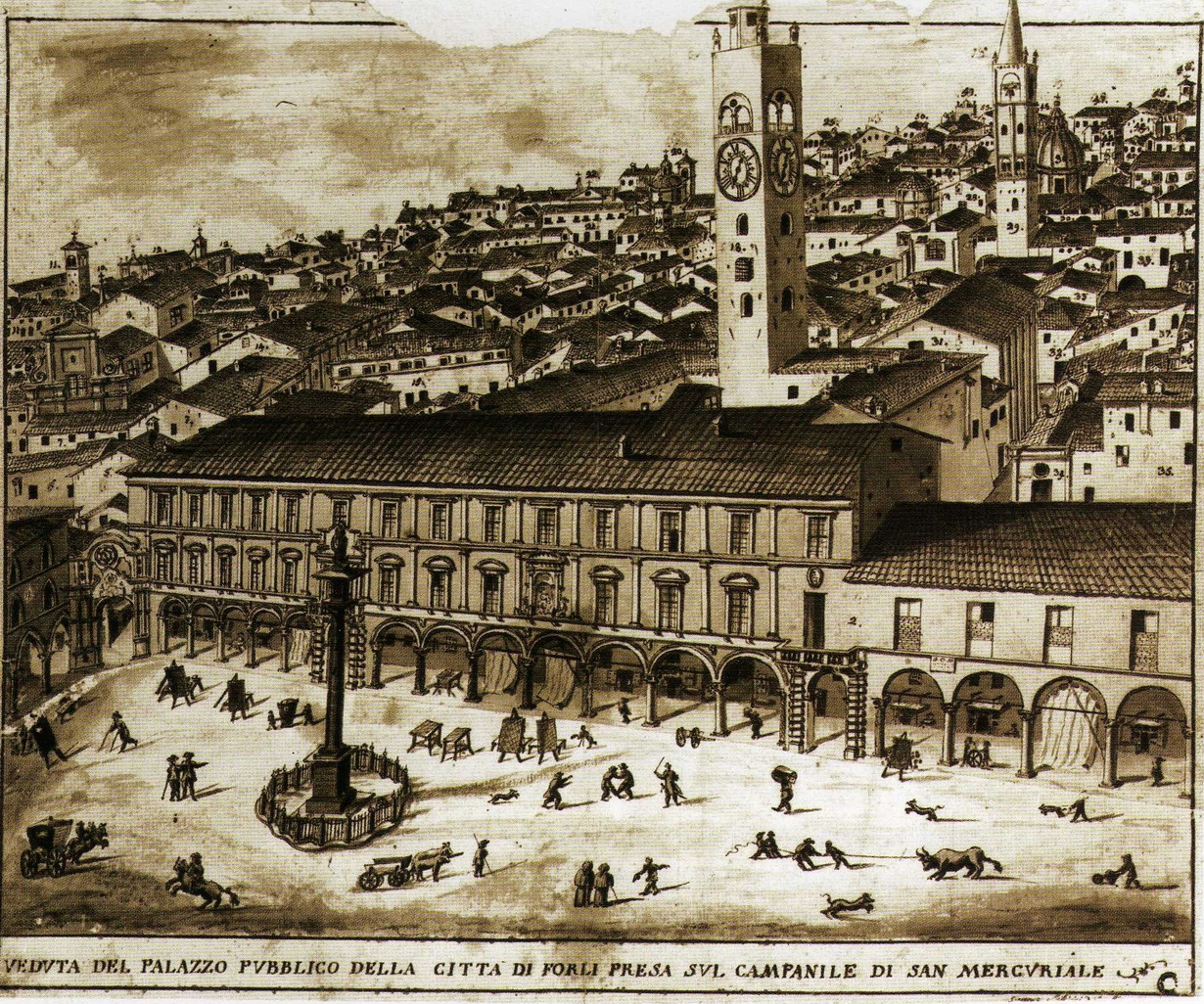
Disegno del 1701 che riprende Piazza Aurelio Saffi (allora piazza maggiore) vista da San Mercuriale. Si distinguono bene il palazzo comunale e la torre del comune

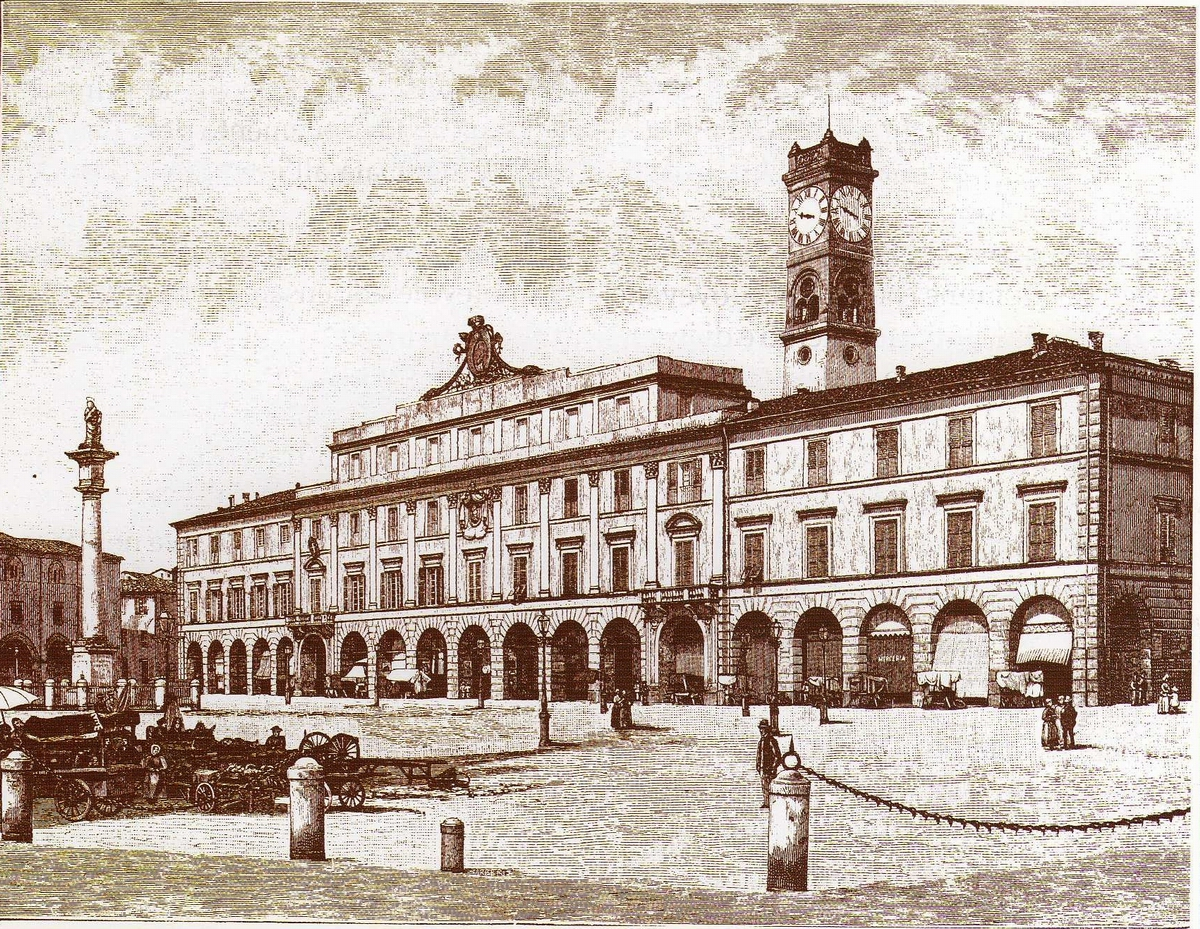
Incisione della prima metà del 1800 che riprende, con visuale dall'abbazia di San Mercuriale, il palazzo comunale. Si vede come, rispetto al disegno del 1701, il palazzo comunale sia stato rialzato di un piano nell'ala destra. È stato aggiunto un piano nella sezione centrale ed è stato anche aggiunto lo stemma comunale. Sullo sfondo, si nota anche l'avvenuta ristrutturazione della torre comunale

Il Palazzo Comunale di Forlì è un imponente edificio storico sito nella centrale Piazza Aurelio Saffi a Forlì, già Palazzo della Signoria e del Governo, nonché sede del legato pontificio.

## Storia
Il nucleo del palazzo, posto idealmente tra il Duomo di Forlì e l'Abbazia di San Mercuriale, risale al periodo intorno al Mille e fu costruito intorno ad una preesistente torre. 
Nel 1412 successivi ampliamenti lo portarono ad essere la residenza della famiglia degli Ordelaffi, signori di Forlì.
Vi lavorò anche il pittore Leone Cobelli, ma le sue opere sono oggi perdute.
Lo scalone principale e la sala di rappresentanza, "Salone Comunale" o "Sala dei Fasti", sono stati progettati da Antonio Galli da Bibbiena, che terminò i lavori intorno al 1765.
Annesso unito al Palazzo era il Teatro Comunale, progettato dall'architetto Cosimo Morelli ed inaugurato nel 1776.
L'attuale facciata è stata ridisegnata, ai primi del XIX secolo, essendo legato pontificio a Forlì il cardinale Stanislao Sanseverino, da Gottardo Perseguiti e Giovanni Bertoni.

## Affreschi
Contiene affreschi di:
- Francesco Menzocchi, nella "Sala delle ninfe"
- Felice Giani, negli uffici del Sindaco
- Girolamo Reggiani
- Paolo Agelli
- Affreschi progettati dal Bibbiena stesso e realizzati dal suo discepolo forlivese Giuseppe Marchetti.